# ケレイト

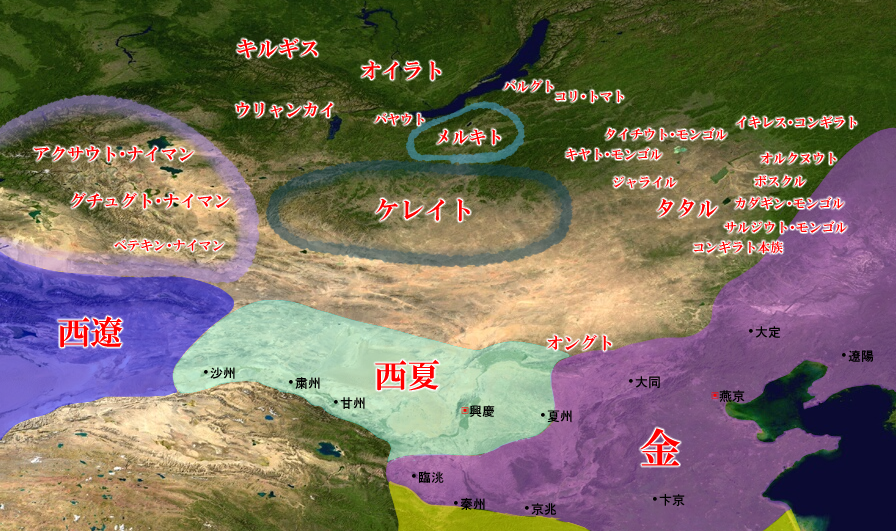
12世紀のモンゴル高原の諸部族

ケレイト（Kereid, Kerait）は、モンゴル帝国以前の時代にモンゴル高原中北部のハンガイ山脈付近に割拠していたモンゴル系かテュルク系の遊牧民の部族集団である。漢字表記では客烈亦、怯烈、怯烈亦など。ペルシア語史料では كرايت Kirāyt などと表される。

## 名称
ケレイト(Kereyid~Geryid)は、ケレイ(Kereyi~Gereyi)の複数形である。『集史』においてラシードゥッディーンは「ケレイ」の意味を、その祖先の顔色が「黒ずんだ色」をしていたことに由来するとしたが、おそらくは「カラス」のモンゴル語(Keriye)に由来すると考えられる。モスタールト師によると、オルドスには今でもK'eritと称する大・小・黒・白の小遊牧民集団が残存しており、キルギス族の中にもKiräi~Giräiという名の有力支族がいるという。
ケレイト部族はケレイト氏を始め、チルキル（ジュルキン）氏、トンカイト（コンカイト）氏、トゥマウト（トベエン）氏、サキアト（サカイト）氏、エリアト（アルバト）氏の6氏族からなっているが、支配層の一族がケレイト氏族の中から出て以来、ケレイトが彼らの総称となった。

## 歴史

### 起源
ケレイトの起源は、ウイグル帝国（回鶻）を滅ぼしたキルギス帝国（黠戛斯）をモンゴル高原から駆逐したモンゴル系部族集団（九姓タタル）の最有力種であったと考えられている。やがてケレイトの祖先にあたるこの部族集団は、同じくキルギスを追い出したナイマン部族連合（ウイグルの影響を濃厚に受けた西モンゴル地方の部族）とモンゴル高原をめぐって熾烈な覇権争いを展開することになった。バル・ヘブラエウスによれば、ケレイト族は11世紀の初頭にオングト、ナイマンら西方の遊牧諸部族とともにネストリウス派キリスト教を信仰し、ウイグル文字を用い、文化的に進んだ部族となっていたという。

### 阻卜
『遼史』に登場する阻卜という民族がケレイトに比定されている。
遼朝の聖宗が阻卜の諸部にそれぞれ節度使を任命して、その分割統治を推し進めると、これに抵抗する反乱が起き、可敦城（カトン・バリク）を包囲すると、烏古も呼応して立ち上がった。一旦は鎮圧されたものの、これを契機に契丹の西北経営に頓挫の兆しが現れはじめた。1026年、契丹軍の甘州ウイグル攻撃失敗に乗じて、阻卜諸部はそろって契丹に背き、契丹の統制力のゆるみに乗じて、北阻卜の磨古斯が阻卜諸部の統合を遂げ、1089年には遼朝もその王権を認めることとなった。この「磨古斯」なる人物は『集史』にあるマルクズ・ブイルク・カン(Marghūz Būīrūq Khān)に比定されている。

### マルクズ・ブイルク・カン
ブイル・ノールに住むタタル部族にナウル・ブイルク・カン(Nāūūr Būīrūq Khān)という部族長がいた。あるとき彼は機会を狙ってケレイト部族長のマルクズ・ブイルク・カンを捕えて契丹族の君主に引き渡すことに成功し、マルクズ・ブイルク・カンは木櫨に打ちつけられて処刑された。マルクズの妻クトクタイ・ハリグチ（クトクタニ・ケレクチン）は復讐するため、タタル部族に酒を献上すると偽って、百オンドル（ウンドル）の馬乳酒を5百万用意してタタル部へ向かった。しかし、中に入っているのは百人の武装した勇士であり、到着するなり百人の武装した勇士はナウル・ブイルク・カンをはじめとするタタル部人を次々と殺害した。こうして妻のクトクタイはマルクズの仇をとることができた。
一方、漢文史料の『遼史』によると、大安8年（1092年）に叛乱を起こした磨古斯（マルクズ）は大安10年（1094年）に契丹軍に大敗を喫し、寿昌6年（1100年）捕らえられて遼の道宗の下に連行され、市中で磔にされたという。

### サリク・カン
『集史』タタル部族志にはケレイト部族長のサリク・カン(Sarïq Qān)という人物に関する逸話が記されている。彼はアルチ・タタルと戦い、あるとき北モンゴリアの要地ブルカン山の奪取をめぐって激戦を交えた。サリク・カンははじめ、山の近くまで押し寄せたタタル族の一首長クムス・サイジャン(Kümǖs Saïǰāng)を打ち負かしたが、その勝利に酔いしれて油断しているすきに、他のタタル首長コリダイ・ダイル(Qōrïdāī Dāyīr)に不意を突かれて大敗北し、窮地に陥った。そこで、彼はやむなくそれまで敵対していた西隣の大国ベテキン・ナイマン族のブイルク・カン（ナルクシュ・タヤン・カン）に援助を求めた。ベテキン氏族の首長はこの好機を見逃さず、早速娘をサリク・カンの子のクルチャクスに嫁がせてサリク・カンを抱き込み、東モンゴリアへの勢力拡大を計った。かくしてベテキン・ナイマンと姻族となったサリク・カンは息子の嫁の兄にあたるカジル・カン(Qāǰïr Qān)と協力して、新たに軍を興しタタル族を打ち負かして、ようやく自国の再興を遂げたのである。この時、ケレイト部族を陰で支えていたのは勇敢さをもって知られていたモンゴル部族であり、ベテキン・ナイマンの首長はサリク・カンを助けた報酬として、その麾下にあったモンゴル兵を貸してくれるよう要求したが、サリク・カンはその野望に気付いていたため、要求には応じなかった。しかし、モンゴル部族もそんなケレイト族の衰えを察し、次第にケレイトを離れていった。

### クルチャクス・ブイルク・カン
マルクズには2人の息子がおり、それぞれクルチャクス・ブイルク・カン(Qūrjāqū Būīrūq Khān)、グル・カン(Kūr Khān)といった。後を継いだのは長男のクルチャクスで、彼もまた幾多の苦難をなめながら、遂にかつてのウイグル帝国の首都であるカラ・バルガスンを本拠地とし、ケレイト部の復興を遂げる。しかし、彼の権勢も一代で終わり、その死後は残った40人の子らがカン位をめぐって激しい争いを起こした。それを懸念していたクルチャクスは生前多くの子らにそれぞれの分地を与えていた。

### オン・カン
クルチャクス・ブイルク・カンには多くの子がおり、その一人トオリル（トグリル）は父が死んだとき、辺境に領地を与えられていた。クルチャクスの死後はその息子であるタイ・テムル・タイシ(Tāitīmūr Tāīshī)とブカ・テムル(Būqā Tīmūr)がその地位を統べていたが、トオリルは戻って来るなりその兄弟を殺して父の地位を奪いとった。この時、叔父のグル・カンがやってきてトオリルを追い出し、その地位を奪った。するとトオリルはモンゴル部族のイェスゲイ・バアトルのもとに難を逃れ、イェスゲイ・バアトルの助けによってグル・カンを追い出すことができ、グル・カンはタングト地方に向かって逃亡すると、再び姿を見せることはなかった。ここでトオリルとイェスゲイ・バアトルは義兄弟の契りを結び、盟友（アンダ）の間柄となった。数年後、今度は弟のエルケ・カラ(Irke Qarā)が謀反をおこし、ナイマン部族の助力によってケレイト・カンの座を奪い、トオリルを追い出すことに成功した。トオリルは西遼（カラ・キタイ）やウイグル王国へ助けを求めたが、相手にされず、数年の間、数頭の羊を引き連れて放浪生活を送ることとなった。ある時、イェスゲイ・バアトルの息子のテムジンが成長したことを聞くと、トオリル・カンは彼に会うためグセウル湖へ向かい、取り次いでもらってテムジンと会見することができた。テムジンは父の旧友とあって快く出迎え、属下から徴収した家畜税を彼に渡した。その秋テムジンはトーラ川で宴会を開き、トオリルと父子の契りを結んだ。以降両者は同盟関係となり、テムジンの妻のボルテを救うメルキト襲撃戦で戦果を挙げて兵力をつけることができ、それによってエルケ・カラを追い出し、再び国を取り戻すことができた。
1196年春、タタル部の族長メグジン・セウルトゥらが金朝の議に従わないということで、皇帝の命を受けた右丞相の完顔襄（王京丞相）が軍勢を率いてタタル討伐を始めた。これを聞いたテムジンは父の仇を討つ絶好の機会と考え、同盟者であるトオリル・カンとともにタタルのメグジン・セウルトゥの所へ攻め入った。メグジン・セウルトゥは砦を築いて籠城していたが、テムジンらに捕えられ、その場で殺害された（ウルジャ河の戦い）。これを聞いた完顔襄は大いに喜び、テムジンに「ジャウト・クリ」という称号を、トオリル・カンには「オン（王）」という称号を与え、以来トオリル・カンはオン・カン(Ong Khān)と呼ばれるようになった。

### テムジンとの亀裂
1197年、オン・カン、テムジン同盟軍はメルキト部族へ遠征し、勝利を得た。この時テムジンは戦利品をすべてオン・カンに渡した。テムジンの援助によって窮地から脱したオン・カンは1198年、テムジンに相談することなく再びメルキト部へ遠征するほどの兵力を集めることができた。オン・カンはメルキト部をブウラ・ケエルの地で破り、メルキトの部族長トクトア・ベキの子のトグズ・ベキを殺し、その子のチラウン、弟のクドを捕え、その家族と家畜を奪ったが、テムジンにはこれらの戦利品を何一つ分け与えなかった。
1199年、オン・カンとテムジンはナイマン部族に向かって進軍した。同盟軍はナイマン部の内紛に乗じてナイマン王ブイルク・カンを攻め、多くの捕虜と家畜を手に入れた。時に共に行動していたモンゴル・ジャディラト氏族のジャムカはテムジンを妬み、オン・カンを誘い込んでテムジンを裏切った。テムジンはサアリ・ケエルへ撤退したが、これを見ていたナイマンの将のサブラクはオン・カンを追撃し、その弟のビルカとジャカ・ガンボ（ケレイテイ）の家族と家畜と輜重を奪い、ケレイトの領土に侵入して略奪を行った。オン・カンは息子のイルカ・セングンを敵軍にあたらせ、一方でテムジンに使者をやって援助を乞うた。テムジンは裏切られたにもかかわらず、援軍を向かわせてナイマン軍を潰走させ、奪われていたものをすべてオン・カンに返してやった。

### オン・カンの最期
1200年、オン・カンとテムジンはモンゴル部のタイチウト氏族を攻撃するためサアリ平原で会見した。同盟軍はタイチウト氏族へ攻撃を仕掛け、その首領のクドダルとタルグタイ・キリルトクを破り、ウレンウト・トラスという地で捕えて殺した。その冬、オン・カンの弟のジャカ・ガンボと4人のケレイト部将がオン・カンを殺害しようと企てていたが、オン・カンに知られたため、ジャカ・ガンボたちはナイマン部へ逃亡した。
1202年、テムジンとオン・カンはタタル部を討ち、続いてメルキト、ナイマン、タタル、ドルベン、カタキン、サルジウト、オイラト連合軍を討った頃、流浪の末ジャムカがオン・カンを頼ってきた。テムジンは敵対するジャムカを匿ったオン・カンを非難し、ジャムカはイルカ・セングンを言いくるめてテムジンを殺そうとした。
1203年、遂にテムジンとケレイトとの間で戦闘が起き、両者は完全に不和となった。秋、テムジンはオン・カン父子をチェチェエル・ウンデュル山のふもとで奇襲し、激戦の末オン・カンは敗走し、ナイマン部の領土を通過した際、オン・ウスンという地でナイマンの国境警備の将校によって殺された。国境警備の将校らはその首をナイマン王に送ったが、ナイマン王はオン・カンを殺したことに怒り、そのどくろを銀の器の中に入れて保存した。息子のイルカ・セングンはブリ・トベット地方へ亡命できたが、しばらくして彼の略奪行為がこの地方の住民の憎悪をかきたてたので、カシュガルとホータンの諸州に隣接するクーシャーン地方へ逃れたが、クサト・チャル・カシュメという地で捕えられてそこの領主カラジ族のスルターン・キリジ・カラによって処刑された。
こうしてケレイト部族はテムジンのモンゴル部族によって征服された。

### モンゴル帝国以降のケレイト
1206年にテムジンがチンギス・カンとして即位しモンゴル帝国が成立した後も、ケレイト部はチンギス一門の姻族とされ、モンゴル遊牧部族連合の有力部族のひとつとして存続した。
チンギス・カンの四男のトルイの夫人でカアンのモンケ、クビライの母となったソルコクタニ・ベキはジャカ・ガンボの娘で、オン・カンの姪にあたる。イルハン朝の開祖フレグ・ハンの正妻もケレイト出身のドクズ・ハトゥンで、イルハン朝下の西アジアで時期によってはキリスト教徒が優遇されるなどモンゴル王家のキリスト教徒に対する好意的な姿勢は、ケレイトの王族・貴族を通じてモンゴル帝国の王族・貴族に数多くのキリスト教徒が含まれていたことと無関係ではないと言われている。
また、ケレイト部族出身者で、モンゴル帝国のもとで軍人、官吏として活躍した者も少なからず歴史にあらわれる。例えば、オゴデイのときに書記官（ビチクチ）の長官として活躍したチンカイは出自について諸説あるが、ケレイト出身とする説が存在する。
モンゴル高原においてはケレイト部族の名はモンゴル帝国の解体とともにやがてその名は歴史から姿を消した。ただし、15世紀以降のオイラト部族連合に属し、現在も存続しているトルグート部はケレイトの後裔とされている。
一方、モンゴル帝国の拡張とともに中央ユーラシア全域に拡散したケレイト部族の名は西方ではモンゴル高原よりも長く残り、現在もカザフなど中央アジアのテュルク系民族の間にケレイト部族の名を見出すことができる。

## 居住地
『集史』「ケレイト部族史」には「彼らの住地はオノン、ケルレンであり、モグリスタンの地にある」とある。

## 言語系統
ラシードゥッディーンは『ジャーミ・ウッ・タワーリーフ（集史）』において、中央ユーラシア草原の遊牧民を大きく四つに分類し、第三類「以前は独立した首長を持っていたが、第二のテュルク部族とも第四のモンゴル部族ともつながりはなく、しかし外観や言語は彼らと近いテュルク部族」にケレイトを含めている。つまり、テュルク系ではあるが、モンゴル系に近い言語、もしくはテュルク系とモンゴル系の中間に位置する言語であったと推測される。そのため、ケレイトはテュルク系ともモンゴル系ともされている。

## 宗教
ケレイトは11世紀の初めにネストリウス派の僧侶によって改宗させられて以降、ネストリウス派キリスト教を信仰していた。当時ネストリウス派は中国を始めとして東方諸国に広く浸透していたため、北方遊牧民であるケレイトにも信仰が広まった。そのため、ケレイトの君主であるマルクズ(Markuz)やクルジャクス(Qurjaquz)の名もキリスト教に関した名前(Marcus,Cyriacus)である。

## 構成氏族
『集史』「ケレイト部族志」によると、ケレイトは盟主である「絶対の」ケレイト氏を中心に6つの氏族によって構成されていた。

### 「絶対の」ケレイト
ケレイト部族の中核氏族であり、マルクズ、クルジャクス、トオリルら歴代のケレイト部族長を輩出してきた氏族。『集史』「ケレイト部族志」によると、「往昔一人の部族長がおり、七人の息子がいて、総べて肌が黒く、そのため彼等のことをケレイトと呼んだ」という。

### ジルキン
ジュルキンとも。『元朝秘史』ではモンゴル軍の先鋒が勇猛なマングト部・ウルウト部であることを知ったオン・カンが「そうとあらば……そのジルキン氏の勇士どもに衝かせよう」と語っており、ケレイト部の中でも勇猛な氏族として知られていた。別の箇所では「血塗れの武具を奪い取るというジルキンの勇士ども」という表現も見られる。
- カダク・バアトル一族…オン・カンの敗北後にチンギス・カンに投降し、ケレイト軍との戦いで戦死したマングト部のクイルダルの遺族の配下とされた。
- ジルクダイ一族…フレグ・ウルスに仕え、ジルクダイはシーラーズの軍政長官を務めた。

### 「数多の（オロン）」ドンガイト
トンカイト、コンカイトとも。『元朝秘史』では常に「オロン・ドンガイト（Olon Dongqayid,数多のドンガイト）」という名称で記されており、これ全体で一つの固有名詞であった。『集史』「ケレイト部族志」によるとアリーナク・バアトルの一族がドンガイト氏族の出身であったとされ、またオゴデイの治世に大ビチクチとなったチンカイもドンガイト氏族出身であるという説がある。
- アリーナク・バアトル一族…フレグ・ウルスに仕えた。
- チンカイ一族…チンカイは第2代皇帝オゴデイの治世にウルグ・ビチクチ（大ビチクチ）を務めた。

### 「万の（トゥメン）」トベエン
トマウト、トベイトとも。『元朝秘史』では常に「トゥメン・トベエン（Tümen Tübeyen,万のトベエン）」という名称で記されており、これ全体で一つの固有名詞であった。ケレイト部の氏族の中ではモンゴル帝国に仕えて立身出世した者の数が比較的多い。
- ノサル・ノヤン一族…モンゴルのイラン総督府に仕え、ノサルは第2代イラン総督を務めた。
- タイジュ・バアトル一族…フレグ・ウルスに仕えた。
- アルチャル一族…主にヒタイ（旧金朝領華北）で活躍し、アルチャルは「タンマチ五武将」の一人に数えられた。
- オルジェイ一族…大元ウルスに仕え、オルジェイは成宗朝において中書右丞相（中書省の長）を務めた。

### サキアト
サキアト出身の人物については全く記録がなく、また『集史』以外の史料には全く言及がないため、詳細は不明。

### アルバト
サキアト同様情報が少ないが、『集史』「ケレイト部族志」にはアルバカル・バウルチという百人隊長がいたことのみが記されている。
- アルバカル・バウルチ…「チンギス・カンの親衛千人隊」に属する百人隊長（ジャウン）の一人。

### その他のケレイト部出身者
『元史』の列伝には上記以外の「ケレイト部（怯烈）」出身者が記されているが、彼等がケレイト部内のいかなる氏族出身であったかは不明である。
- シラ・オグル一族…シラ・オグル、ブルガイ、エセン・ブカらは代々ビチクチ（書記官）を務めた（『元史』巻134列伝21）。
- フスン一族…フスンはチンギス・カンに仕えて「バルジュナ湖の功臣」の一人に数えられ、千人隊長となった（『元史』巻122列伝9）。
- スゲ一族…『元史』では「李唐の外族」とされ、後唐の始祖李克用の末裔ではないかと考えられている（『元史』巻124列伝11）。
- ジョチ・トルカク一族…主にヒタイ（旧金朝領華北）で活躍した（『元史』巻122列伝9）。
- シリバイ一族…主にヒタイ（旧金朝領華北）で活躍した（『元史』巻133列伝20）。
- シルギス一族…主にヒタイ（旧金朝領華北）で活躍した。

## 歴代君主
ケレイトの君主は代々カン（汗 Qan）を君主号とした。
1. マルクズ・ブイルク・カン
2. クルチャクス・ブイルク・カン…マルクズの長男
  - グル・カン…マルクズの次男。本名はエルジギデイ（Eljigidei）[26]>
3. オン・カン（王罕、トオリル）…クルチャクスの子
  - エルケ・カラ…オン・カンの弟